# 古丈県
古丈県（こじょう-けん）は湖南省湘西トゥチャ族ミャオ族自治州に位置する県。
洞庭湖へ向かう沅江の支流の酉水が流れる。

## 歴史
1727年に改土帰流が行われて土司が廃され、永順県に属した。1822年に永順県から独立して古丈坪庁となり、1913年に古丈県となった。

## 行政区画
- 鎮：古陽鎮、岩頭寨鎮、黙戎鎮、紅石林鎮、断竜山鎮、高峰鎮、坪壩鎮

## 観光地
- ミャオ族の伝統的集落
  - 夯吾苗寨
  - 黙戎苗寨
- 自然風景区
  - 棲鳳湖景区
  - 高望界景区
  - 坐竜峡景区
  - 紅石林景区

## 出身者
- 宋祖英 - 歌手。
- ロン・モンロウ - モデル・歌手。